# Síndrome de Sly
Síndrome de Sly, também chamada de mucopolissacaridose tipo VII (MPS-VII), é uma doença de armazenamento lisossomal autossômica recessiva causada por uma deficiência da enzima β-glucuronidase. Esta enzima é responsável por quebrar grandes moléculas de açúcar chamadas glicosaminoglicanos (também conhecidos como GAGs ou mucopolissacarídeos). A incapacidade de quebrar os GAGs leva ao acúmulo em muitos tecidos e órgãos do corpo. A gravidade da doença pode variar amplamente.

## Sinais e sintomas
Os casos mais graves da síndrome de Sly podem resultar em hidropisia fetal, que resulta em morte fetal ou morte logo após o nascimento. Algumas pessoas com síndrome de Sly podem começar a apresentar sintomas na primeira infância. Os sintomas podem incluir cabeça aumentada, acúmulo de fluido no cérebro, características faciais grosseiras, língua aumentada, fígado aumentado, baço aumentado, problemas com as válvulas cardíacas e hérnias abdominais. Pessoas com síndrome de Sly também podem ter apneia do sono, infecções pulmonares frequentes e problemas de visão secundários a córneas turvas. A síndrome de Sly causa várias anormalidades musculoesqueléticas que pioram com a idade. Isso pode incluir baixa estatura, deformidades articulares, disostose múltipla, estenose espinhal e síndrome do túnel cárpico.
Enquanto alguns indivíduos apresentam atraso no desenvolvimento, outros podem ter inteligência normal. No entanto, o acúmulo de GAGs no cérebro geralmente leva ao abrandamento do desenvolvimento entre 1 e 3 anos de idade e, em seguida, à perda de habilidades previamente aprendidas até a morte.

## História
A síndrome de Sly foi descoberta originalmente em 1972. Recebeu o nome em homenagem ao seu descobridor William S. Sly, um bioquímico americano que passou quase toda a sua carreira acadêmica na Universidade de Saint Louis.